# Il reste encore demain
Pour plus de détails, voir Fiche technique et Distribution.
Il reste encore demain (C'è ancora domani) est une comédie dramatique italienne sortie en 2023 et réalisée par Paola Cortellesi, dont c'est la première réalisation. Situé dans l'Italie de la fin des années 1940, le film suit Delia qui rompt avec les schémas familiaux traditionnels et aspire à un avenir différent, après avoir reçu une lettre mystérieuse. 
Le film a été présenté au Festival du film de Rome en compétition dans la catégorie « Progressive Cinema - Visioni per il mondo di domani », remportant deux prix, dont le prix spécial du jury et une mention spéciale pour le meilleur premier film. Il a ensuite reçu le prix du film de l'année aux Rubans d'argent 2024,.
Avec plus de 5 millions d'entrées, le film est un succès public en Italie, ainsi que dans une moindre mesure en France, et il est plébiscité par la critique italienne et étrangère pour la mise en scène et les prestations des acteurs, ainsi que pour les thèmes abordés liés au féminisme, au patriarcat et à la violence contre les femmes,. Il est considéré comme l'un des meilleurs films de l'année 2023,.

## Synopsis
En mai 1946, Rome est divisée, comme le reste de l'Italie, entre la pauvreté et les tragiques dévastations laissées par la Seconde Guerre mondiale, les unités militaires alliées qui sillonnent les rues et le désir de changement, alimenté par l'imminence du référendum institutionnel et l'élection de l'Assemblée constituante les 2 et 3 juin. Delia est mariée à Ivano, qui la bat régulièrement, la harcèle et l'humilie continuellement ; le couple a trois enfants. L'aînée, Marcella, qui est sur le point de se fiancer, méprise sa mère pour la passivité avec laquelle elle subit la violence conjugale. La journée de Delia se partage entre les tâches ménagères et divers emplois sous-payés : couturière, raccommodeuse de sous-vêtements, femme de chambre et soignante à domicile, réparatrice de parapluies (au cours du film, elle apprendra le métier à un jeune garçon qui, bien que nouveau, reçoit un salaire supérieur au sien, simplement parce qu'il est un homme).
Ses seules sources de réconfort sont son amitié avec Marisa, une vendeuse de fruits pleine d'esprit et d'optimisme, et avec Nino, pour qui elle a eu une tendre affection dans le passé, complètement oubliée au fil des ans. Nino est un mécanicien et un ancien partisan qui lui propose de l'accompagner en Lombardie pour y trouver de meilleures opportunités de travail et de vie.
Un jour, Delia rapporte une photo de famille au soldat afro-américain William, qui la remercie et lui offre du chocolat américain. Après plusieurs rencontres, il propose de l'aider après avoir remarqué les bleus sur son corps. Elle reçoit également une lettre secrète qu'elle a d'abord l'intention de jeter, mais qu'elle décide ensuite de conserver, y puisant la force de réagir progressivement à son état. Entre-temps, Marcella organise son mariage avec Giulio, le jeune descendant d'une famille enrichie pendant la guerre qui possède un bar dans le quartier. Ivano, dans cette optique, voit d'un bon œil le gain financier qui pourrait résulter d'un mariage entre les deux. Après un déjeuner gênant avec sa belle-famille (en raison du comportement vulgaire d'Ivano, de ses jeunes frères et du père grincheux d'Ivano, Ottorino), Giulio demande Marcella en mariage, ce qu'elle accepte.
Cependant, en assistant à une scène au cours de laquelle Giulio menace Marcella, Delia se rend compte que sa fille va connaître un mariage semblable au sien, dans lequel elle sera régulièrement harcelée, rabaissée, battue. Avec l'aide du soldat William, elle explose le bar de son futur gendre, de sorte que ses parents tombent dans la misère et sont contraints de quitter la ville. Marcella, malgré tout, est dévastée. Delia semble décidée à échapper à l'emprise de son mari, acceptant l'invitation de Nino à s'enfuir ensemble le 2 juin, et pour cela elle a tout minutieusement préparé : un chemisier neuf, de l'argent et un sac qu'elle a caché pour sortir de la maison sans être vue. Mais le même jour, son beau-père Ottorino meurt subitement. Elle décide de l'ignorer, en pressant la famille (surtout Ivano en lui disant que son père dormait) d'aller à la messe du dimanche, après laquelle elle aurait dû aller voter. Elle projette de s'enfuir ensuite, sous le prétexte fallacieux de devoir aller tout de suite après la messe faire des piqûres aux voisins de Marisa. Son plan tombe à l'eau lorsque l'ami de son beau-père frappe à la porte d'entrée et, ne recevant pas de réponse, entre dans la chambre de son beau-père et le trouve mort dans son lit. Il accourt à l'église, où la messe s'est terminée entre-temps, pour avertir tout le monde de la macabre découverte.
Ivano est le seul de la famille à être ébranlé et incrédule face à la perte de son père, en décidant d'organiser la veillée funèbre le jour même. Delia est donc obligée de rester, feignant d'être désolée et incrédule face à ce qui s'est passé, mais essayant de convaincre Ivano de la laisser partir, pour aller chez les voisins de Marisa, qui entre-temps se présente avec son mari à la veillée funèbre, empêchant ainsi une nouvelle tentative d'évasion.
Néanmoins, le lendemain, avant de sortir, Delia laisse l'argent qu'elle a économisé à sa fille pour lui permettre enfin d'étudier (Ivano affirmait qu'une femme ne devait pas étudier et ne permettait qu'à ses deux fils d'aller à l'école) et part pour accomplir enfin ce qu'elle avait prévu : elle se rend secrètement au bureau de vote pour le référendum crucial qui doit déterminer si l'Italie reste une monarchie ou devient une république, et l'élection d'une Assemblée constituante. Il s'agit de sa première expérience de vote car les Italiennes viennent juste d'obtenir le droit de vote. Ayant accidentellement perdu sa carte d'électrice à la maison, trouvée d'abord par Ivano puis par Marcella, elle est poursuivie par l'un et l'autre : Marcella la lui rend à temps pour qu'elle puisse voter. Voyant Ivano marcher d'un bon pas vers elle, Delia pense à s'enfuir, mais au dernier moment elle s'arrête et se retourne pour le regarder, imitée par les autres femmes présentes, lèvres pincées, ce qui intimide son mari, qui s'en va.

## Fiche technique
Sauf indication contraire, les informations mentionnées dans cette section peuvent être confirmées par la base de données cinématographiques IMDb,  présente dans la section « Liens externes ».
- Titre français : Il reste encore demain
- Titre original : C'è ancora domani
- Réalisation : Paola Cortellesi
- Scénario : Furio Andreotti, Giulia Calenda, Paola Cortellesi
- Musique : Lele Marchitelli (it)
- Photographie : Davide Leone
- Montage : Valentina Mariani
- Effets spéciaux : Franco Galiano
- Décors : Massimiliano Paonessa, Lorenzo Lasi
- Costumes : Alberto Moretti
- Maquillage : Ermanno Spera
- Production : Lorenzo Gangarossa, Mario Gianani, Saverio Giuseppe Guarascio, Gianluca Mizzi, Mandella Quilici
- Sociétés de production : Wildside, Vision Distribution
- Pays de production :  Italie
- Langue originale : romanesco[11] et secondairement italien et anglais
- Format : noir et blanc - 1,85:1
- Genre : comédie dramatique
- Durée : 118 minutes
- Dates de sortie :
  - Italie : 18 octobre 2023 (Festival du film de Rome) ; 26 octobre 2023 (sortie nationale)
  - France : 7 février 2024 (Rencontres autour du cinéma italien d'aujourd'hui de Lyon) ; 13 mars 2024 (sortie nationale)
  - Belgique : 20 mars 2024

## Distribution
Sauf indication contraire, les informations mentionnées dans cette section peuvent être confirmées par la base de données cinématographiques IMDb,  présente dans la section « Liens externes ».
- Paola Cortellesi (VF : Sara Martins) : Delia Santucci
- Valerio Mastandrea (VF : Yann Guillemot) : Ivano Santucci

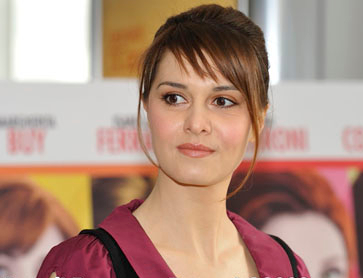
La réalisatrice et actrice Paola Cortellesi.

- Romana Maggiora Vergano (VF : Lucie Boujenah) : Marcella Santucci
- Giorgio Colangeli (VF : Patrick Bonnel) : Ottorino Santucci
- Emanuela Fanelli (VF : Claire Beaudoin) : Marisa
- Vinicio Marchioni (it) (VF : Félicien Juttner) : Nino
- Yonv Joseph (VF : Isaiah Hodges) : William
- Francesco Centorame (VF : Florent Dorin) : Giulio Moretti
- Federico Tocci (it) : Mario Moretti, le père de Giulio
- Alessia Barela : Orietta Moretti, la mère de Giulio
- Chiara Bono : Luisa, la sœur de Giulio
- Raffaele Vannoli (it) (VF : Didier Brice) : Alvaro
- Gabriele Paolocá : Peppe
- Paola Tiziana Cruciani : Sora Franca
- Priscilla Micol Marino : Sora Giovanna
- Maria Chiara Orti : Sora Rosa
- Silvia Salvatori : Sora Elvira
- Mattia Baldo : Sergio
- Gianmarco Filippini : Franchino

## Production
Il reste encore demain est l'œuvre de Paola Cortellesi, qui a écrit le scénario avec Furio Andreotti et Giulia Calenda, en se basant sur la vie des femmes après la Seconde Guerre mondiale en Italie et en s'inspirant des histoires racontées par sa propre grand-mère et son arrière-grand-mère,,.
Le film est entièrement tourné en noir et blanc,, un choix motivé par Cortellesi à la fois comme un hommage aux films néoréalistes italiens d'après la Seconde Guerre mondiale et par le fait qu'elle imaginait les souvenirs de ses propres grands-mères représentés de cette manière. En outre, des caméras au format 4/3 ont été utilisées pendant les huit premières minutes du film, un autre hommage aux films de l'époque,.
Le film a été produit par Mario Gianani et Lorenzo Gangarossa pour Wildside et Vision Distribution. Les prises de vue extérieures du film ont eu lieu dans le quartier du Testaccio à Rome, tandis que les décors intérieurs ont été tournés dans les studios de Cinecittà,. La réalisatrice a participé elle-même aux auditions, essayant de faire participer les acteurs en herbe à son idée dès les premiers instants de la phase d'enregistrement. Dans un entretien avec The Hollywood Reporter Rome, Cortellesi a expliqué le choix de situer le film dans la ville :
« È stato naturale. La storia del film è inventata, ma c’è moltissimo dei racconti della mia famiglia. Sono per metà romana e per metà abruzzese. Mia madre venne a Roma a sei anni, ha trascorso qui la sua primissima infanzia. Ma molte delle storie da cui ho tratto ispirazione sono di mia nonna. È anche il motivo per cui ho immaginato l’opera in bianco e nero. Quando ti tornano in mente le immagini del passato a Roma non sono mai a colori. I cortili romani in cui tutto veniva messo in piazza. Si viveva insieme, non c’era discrezione, però era bello. La Roma di C’è ancora domani è molto lontana dalla Roma di oggi. [...] La vita sociale era diversa. Forse le famiglie borghesi erano le uniche discrete. [...] e abbiamo messo in scena un’incomunicabilità totale, che rappresenta la differenza di ceto sociale a Roma, come nel resto di Italia. Roma, però, non è solo un bacino. Roma è tante cose. C’è la Roma del centro, la Roma dei quartieri bene, poi c’è la Roma popolare, quella delle periferie, delle borgate. »
— Paola Cortellesi

« C'était naturel. L'histoire du film est fictive, mais elle s'inspire beaucoup des histoires de ma famille. Je suis à moitié romaine et à moitié abruzzaise. Ma mère est venue à Rome à l'âge de six ans, elle a passé sa toute jeune enfance ici. Mais la plupart des histoires dont je me suis inspirée sont celles de ma grand-mère. C'est aussi la raison pour laquelle j'ai imaginé l'œuvre en noir et blanc. Lorsque des images du passé de Rome me viennent à l'esprit, elles ne sont jamais en couleurs. Les cours romaines où tout était mis sur la place. Les gens vivaient ensemble, il n'y avait pas d'intimité, mais c'était beau. La Rome d'Il reste encore demain est très loin de la Rome d'aujourd'hui. [...] La vie sociale était différente. Les familles bourgeoises étaient peut-être les seules à être discrètes. [...] et nous avons mis en scène une incommunicabilité totale, qui représente la différence des classes sociales à Rome, comme dans le reste de l'Italie. Mais Rome n'est pas seulement un bassin. Rome est beaucoup de choses. Il y a la Rome du centre, la Rome des quartiers chics, puis il y a la Rome populaire, celle de la périphérie, des banlieues. »

### Bande originale
La bande originale a été éditée par Lele Marchitelli, et alterne compositions originales et pistes éditées précédemment,.
1. Aprite le finestre/Il trenino del destino (Fiorella Bini)
2. Calvin (Jon Spencer Blues Explosion)
3. M'innamoro davvero (Fabio Concato)
4. Irrequietezza (Lele Marchitelli)
5. La lettera (Lele Marchitelli)
6. Nessuno (Musica Nuda)
7. Perdoniamoci (Achille Togliani)
8. Nella città (Lele Marchitelli)
9. La sera dei miracoli (Lucio Dalla)
10. Ansia e dolore (Lele Marchitelli)
11. C’è ancora domani (Lele Marchitelli)
12. B.O.B. (Bombs Over Baghdad) (OutKast)
13. A bocca chiusa (Daniele Silvestri)
14. The little things (The Big Gigantic feat. Angela McCluskey)
15. Swinging on the right side (Lorenzo Maffia et Alessandro La Corte)
16. Tu sei il mio grande amor (Lorenzo Maffia, Alessandro La Corte et Enrico Rispoli)

## Exploitation
Présenté en ouverture du Festival du film de Rome 2023, Il reste encore demain est sorti dans les salles italiennes le 26 octobre 2023. En 2024, il est également présenté en Suède au Festival du film de Göteborg le 29 janvier puis nationalement le 1er mars. Il est ensuite projeté en France aux Rencontres autour du cinéma italien d'aujourd'hui à Lyon le 7 février puis il est distribué nationalement dans les salles françaises par Universal Pictures le 13 mars 2024,,.
Il est projeté en avant-première à Rabat au Maroc le 8 mars 2024, à l'occasion de la journée internationale des femmes, puis le 13 mars dans les salles marocaines. Il sort également en Belgique le 15 mars 2024.

### Accueil critique
Le film a été accueilli positivement par les critiques de cinéma italiens et internationaux, qui ont apprécié sa réalisation et son scénario qui aborde des questions liées au féminisme et au patriarcat,, ainsi que les talents d'acteur des comédiens, en particulier Cortellesi elle-même, Valerio Mastandrea et Romana Maggiora Vergano,. Le film a été considéré comme l'un des meilleurs films italiens de 2023,, classé 2e par Rolling Stone Italia, 3e par Panorama, 7e par Cinematographe et 11e par Movieplayer.it.

#### Italie

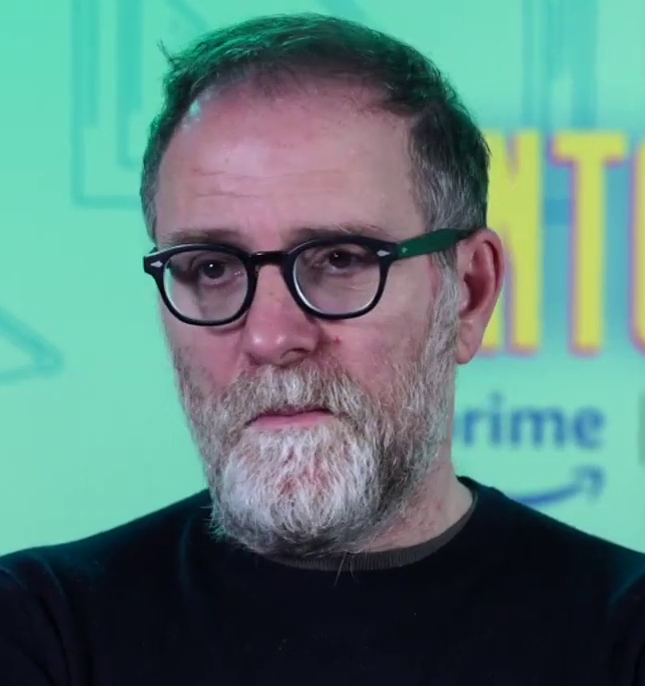
L'acteur principal Valerio Mastandrea, qui joue le mari violent.

Paolo Mereghetti, dans sa critique du film pour le Corriere della Sera, écrit que l'œuvre de Paola Cortellesi est « véritablement remarquable » car les choix de la réalisatrice « tentent de trouver un équilibre imprévu entre un mode réaliste et un mode plus exemplaire et didactique », estimant que certains rebondissements ont une certaine « naïveté » mais sont « une conséquence de l'ambition et de l'originalité mises en œuvre dans le domaine ». Le critique affirme que le film propose d'« élargir le discours de Delia et des autres femmes vers une dimension qui n'est plus seulement individuelle, mais finalement collective et sociale », ajoutant que, bien qu'il aborde des thèmes « de violence et de maltraitance », le film « ne les [montre] jamais dans son réalisme cru ». Boris Sollazzo de The Hollywood Reporter Rome apprécie la capacité du réalisateur à prendre « des plans, surtout les plus emphatiques et paroxystiques, de manière contre-intuitive, pour souligner la normalité d'une promenade ou d'une bagarre », tandis que la photographie et le montage sont « juste ce qu'il faut d'abrupt, retraçant un même langage visuel de l'époque, bien qu'avec des visages et des méthodes de mise en scène modernes ».
Cristina Battocletti de Il Sole 24 Ore affirme que Cortellesi, en tant que réalisatrice, « continue dans la voie d'un civisme qui distingue toute sa carrière », faisant preuve « d'intelligence en faisant sienne la leçon de la comédie à l'italienne » ainsi qu'en incarnant un « masque très original dans le sens noble de la commedia dell'arte ». Alessandro De Simone de Ciak écrit également que le film s'inscrit dans le genre de la comédie avec une « synthèse courageuse entre comédie musicale, néoréalisme et postmodernisme » et « s'oriente presque vers le polar à un moment donné ». Le journaliste souligne que, même s'il n'est pas tout à fait équilibré, le scénario « apporte une dimension cinématographique supérieure » au projet, appréciant « le tempo comique et toutes les prestations », en particulier celles d'Emanuela Fanelli, de Paola Tiziana Cruciani et de la « belle et surprenante » Romana Maggiora Vergano.
Piera Detassis de Elle Italia trouve que le film « regarde évidemment avec amour le néoréalisme mais est tout à fait contemporain », le définissant comme « convaincant ». Un commentaire similaire vient de Federico Pontiggia dans Cinematografo, qui soutient que le film « sait jongler avec la comédie et la tragédie et évoque le néoréalisme rose sans trop de prétention, et donc la comédie italienne dans ses personnages humains, son décor et sa dimension sociale ». Gabriele Niola d'Esquire, en revanche, soulève quelques objections quant à la réussite de certaines séquences du film, citant une scène qui « tente une union difficile entre la danse et la violence » et, « bien que son intention soit claire de raconter les racines de cette violence, elle n'en est pas moins maladroite ». Cependant, le même journaliste affirme également que, contrairement à la « platitude sans idées des comédies italiennes », Il reste encore demain est « filmé de manière vivante » et « plein de colère », « comme tous les meilleurs premiers films »,.
Luisa Garribba Rizzitelli du HuffPost Italia, s'attardant sur les thèmes abordés par le film, l'associe aux termes « dévoilement » et « autodétermination », estimant qu'il présente « quelque chose de révolutionnaire et plein d'espoir » puisqu'il ne s'adresse pas « aux femmes [...], mais se tourne vers les compagnons, les frères, les pères, [qui] ne peuvent qu'être reflétés dans la séquence d'épisodes impitoyables : la surpuissance masculine gâtée par les privilèges d'une culture qui est encore patriarcale ». Rizzitelli affirme que Cortellesi « ne montre pas un temps révolu, mais le miroir de ce qui existe encore aujourd'hui » en imposant dans le dénouement du film « précisément aux hommes de décider de quel côté ils se trouvent, en déterminant leur propre position par rapport aux luttes du féminisme ».

#### France
En France, le site Allociné propose une moyenne de 3,2⁄5, d'après l'interprétation de 26 critiques de presse. Marie Sauvion dans Télérama reste réservée : « Elle dit « Bonjour Yvan » et, bim, elle reçoit une gifle. Elle casse un plat et, vlan, elle prend une danse — au sens propre, puisque la violence conjugale est ici mise en scène tel un pas de deux, choix tout aussi aberrant que celui de faire apparaître ou disparaître les ecchymoses de l’héroïne selon les besoins du scénario ». De même, Vincent Poli dans les Cahiers du cinéma estime que « le choix du pastiche néoréaliste — noir et blanc, ouverture au format 4/3 — n'est pas du meilleur goût, Cortellesi s'obligeant à désamorcer l'hommage par des pointes parodiques ou la musique d'Outkast, cela afin de prouver la contemporanéité de son récit ». Éric Neuhoff dans Le Figaro, estime que la réalisatrice filme son héroïne « dans un noir et blanc léché, propret, style publicité pour pâtes al dente. La débutante hésite sur le ton à donner, néoréalisme ou comédie italienne. N'est pas Dino Risi qui veut. Si le propos est louable, touchant, la naïveté conduit ici à la maladresse, avec une bande-son anachronique, des chansons à la guimauve et des accents de roman-photo ».
D'autres sont nettement plus louangeurs, telle Mary Noëlle Dana dans Bande à part qui célèbre une « prouesse cinématographique inattendue » qui « n'y va pas de main morte » : « À mesure que l’étau se resserre autour de Delia, des séquences quasi surréalistes mettent en exergue l’absurdité romanesque qui nourrit l’inconscient collectif, les illusions et les mensonges qui nous font tenir debout, et l’archaïsme du sexisme qui traverse des classes sociales et les générations, écrasant tout sur son passage. Il reste encore demain fait entrer la lumière et éclaire l’espace public et privé, dominé par les hommes en toute impunité, la folie, l’inconscience, la peur, la contrainte du quotidien, et l’espoir d’un lendemain qui chante ». Pour Lorenzo Ciavarini Azzi sur Francetvinfo, « La réalisatrice incarne elle-même Delia dans un jeu tout en retenue qui n'est pas sans rappeler un autre personnage de mère de famille abîmée, Sophia Loren dans Une journée particulière d'Ettore Scola ». Pour Véronique Cauhapé dans Le Monde, « Le jeu, la comédie, la variété, l’imitation (de genre), tout [...] est en effet rassemblé, concentré, dans un drame néoréaliste que l’on pourrait qualifier de pure tradition si n’y était associée cette fantaisie effrontée qui en fait tout le sel. Une fantaisie exprimée aussi bien dans la mise en scène que dans l’interprétation, en particulier celle que livre – tout en dentelle et de façon irrésistible – la réalisatrice dans le rôle principal ».
Sur le site Le Genre et l'Écran, Ginette Vincendeau estime qu'il s'agit à la fois d'une œuvre féministe et d'un film réjouissant qui « concerne les vicissitudes d’une femme de la classe ouvrière ». Elle remarque que le film est « un pastiche assumé des classiques du néo-réalisme (le colleur d’affiches du Voleur de bicyclette, le G.I. noir de Païsa, etc.), l’humour féroce des comédies de Dino Risi ou Mario Monicelli des années 1960 (le repas avec les parents du fiancé, la séquence de la mort du beau-père) », tandis que le titre, à travers l'évocation de Demain est un autre jour (1956) de Douglas Sirk, assume sa référence au mélodrame féminin. Mais elle ajoute qu'au-delà des citations cinéphiliques postmodernes, la distance esthétique produit un jeu avec les genres, notamment dans la « scène qui transforme les violences conjugales en tango » qui est dérangeante « non pas dans le sens d’un ratage mais dans le sens d’une volonté de mettre à distance la violence conjugale pour mieux signaler son aspect systémique, pour dire que celle-ci est aussi « programmée » qu’un numéro de comédie musicale, pour le bourreau comme pour la victime ».

### Box-office
Il reste encore demain occupe la première place au box-office italien le week-end du 26 au 29 octobre, avec une recette de 1,6 million d'euros, devenant ainsi le film italien avec le meilleur démarrage de 2023. Avec 5 409 485 billets vendus et une recette totale de 36 625 300 €, c'est le film le plus vu et le plus rentable de 2023 et de la saison 2023-2024.
En termes de recettes, il s'agit du plus grand succès d'un film italien depuis La vie est belle de Roberto Benigni en 1997, du neuvième film le plus rentable de tous les temps en Italie, et du cinquième parmi les films produits dans le pays. En termes d'entrées en salles, il ne rentre toutefois pas dans le top 100 italien.
Lors de son premier week-end en salles, il a enregistré 118 000 entrées en France. Lors de sa première semaine, Il reste encore demain est en 3e place du classement avec 145 340 entrées après Dune 2 et Une vie. Finalement, il a terminé son exploitation au Box-office France 2024 avec 616 436 entrées.

## Distinctions

### Récompenses
- Festival du Film de Rome 2023 : 
  - Prix spécial du jury
  - Meilleur premier film BNL BNP Paribas – Mention spéciale
  - Prix du public
- David di Donatello 2024[54],[55] :
  - Meilleur réalisateur débutant
  - Meilleure actrice pour Paola Cortellesi
  - Meilleure actrice dans un second rôle pour Emanuela Fanelli
  - Meilleur scénario original
  - David Jeunes
  - David des spectateurs

### Nominations
- David di Donatello 2024 :
  - Meilleur film
  - Meilleur réalisateur
  - Meilleur acteur pour Valerio Mastandrea
  - Meilleur acteur dans un second rôle pour Vinicio Marchioni
  - Meilleur producteur
  - Meilleure photographie
  - Meilleur musicien
  - Meilleur décorateur
  - Meilleurs costumes
  - Meilleur maquilleur
  - Meilleur coiffeur
  - Meilleur monteur
  - Meilleur son

## Impact culturel et polémiques

### Projection au Sénat
Le 23 novembre 2023, le film est projeté dans la salle du Sénat de la République, à l'initiative du président Ignazio La Russa,, à deux jours de la Journée internationale pour l'élimination de la violence à l'égard des femmes,,. Cependant, à la suite de l'événement, une partie de la presse critique la faible présence des parlementaires et des ministres dans la salle, ainsi que l'absence de la Première ministre, Giorgia Meloni,.

### Campagnes de sensibilisation

#### Usage du film dans les écoles
« Da comune cittadina auspico che, al di là degli schieramenti politici che rappresentate, saprete procedere uniti per far sì che le nuove generazioni ricevano, lungo tutto il percorso scolastico, un’adeguata formazione all’affettività e al rispetto, affinché imparino sin da piccoli che amare non significa possedere, e la violenza maschile sulle donne cessi di essere l’indegno fenomeno sociale che ogni giorno affligge il nostro paese »
— Paola Cortellesi, message envoyé au Sénat de la République

« En tant que simple citoyenne, j'espère que, quelles que soient les tendances politiques que vous représentez, vous saurez avancer unis pour que les nouvelles générations reçoivent, tout au long de leur scolarité, une éducation adéquate à l'affectivité et au respect, pour qu'elles apprennent dès leur plus jeune âge que l'amour n'est pas synonyme de possession, et pour que la violence masculine à l'égard des femmes cesse d'être le phénomène social indigne qui affecte notre pays au quotidien. »
Dans les semaines qui ont suivi la sortie du film, plusieurs collèges et lycées dans toute l'Italie ont mené des campagnes de sensibilisation sur la question de la violence sexiste et des féminicides, encourageant leurs classes à assister à la projection du film dans les cinémas locaux,,.
Le 22 novembre 2023, le film est projeté simultanément, en public et en direct sur internet, pour plus de 56 000 élèves de 365 lycées lors d'un événement au Cinema Moderno à Rome,,, au cours duquel Paola Cortellesi, Emanuela Fanelli et Romana Maggiora Vergano prennent la parole.
En décembre 2023, un entrepreneur anonyme de Lodi fait don de 400 billets aux étudiants de sa ville pour les encourager à assister à la projection du film ; la réalisatrice elle-même salue publiquement ce geste.

#### Impact sur l'opinion publique
Selon certains critiques et journalistes, les questions abordées par le film ont contribué à relancer les discussions sur la violence de genre et les droits des femmes en Italie à la suite du meurtre de Giulia Cecchettin le 11 novembre 2023,,. À la suite de la tragédie, le gouverneur de la Campanie de l'époque, Vincenzo De Luca, a annoncé son intention de mettre en œuvre un projet de sensibilisation dans les écoles de la région qui inclurait des projections d'Il reste encore demain ; la campagne, appelée « Essere Umani » (litt. « Être humain »), a officiellement débuté en décembre de la même année et comprenait six cents projections dans trente cinémas régionaux pour les collégiens et les lycéens, ainsi que l'implication de psychologues, de sociologues et d'éducateurs.
Lors des manifestations et des marches blanches organisées dans tout le pays à la suite du féminicide de Cecchettin, plusieurs manifestants ont repris sur leurs affiches des phrases du dialogue sur le thème de la violence et de la discrimination sexuelle figurant dans le film, ; en particulier, lors d'une manifestation organisée à Rome, Paola Cortellesi a remercié personnellement une manifestante, l'étudiante Caterina Cesari,.

### Controverse sur l'absence de financement public
Après la sortie du film en salle, le président de la Commission du film de l'Ombrie, Alberto Pasquale, a partagé des rumeurs sur ses propres réseaux sociaux concernant l'exclusion d'Il reste encore demain des fonds publics accordés par la Direction générale du cinéma et de l'audiovisuel du ministère de la Culture pour le financement de projets cinématographiques,. Selon Pasquale, en 2022, le scénario et le projet de production du film ont été présentés à la commission dans les catégories « œuvres d'une qualité artistique particulière » et « films difficiles avec des ressources financières modestes » ; cependant, le 12 octobre de la même année, le film a été classé dernier sur 51 projets examinés pour la première catégorie, car il a été considéré comme un « projet d'œuvre qui n'a pas été jugé d'une qualité artistique extraordinaire par rapport à des thèmes culturels, des faits historiques, des événements, des lieux ou des personnages qui caractérisent l'identité nationale ». En outre, selon Pasquale lui-même, la sous-commission 4 avait exclu Il reste encore demain du trio de titres sélectionnés pour la deuxième catégorie, qui aurait alors pu bénéficier d'un financement direct de 630 000 euros.
Le ministre en fonction dans la législature en vigueur à l'époque, Dario Franceschini, a nié toute implication directe dans la décision, déclarant que « la tâche d'un ministre est seulement de protéger l'autonomie de la commission technique et de respecter ses décisions, y compris celles, comme dans ce cas, qui ne sont pas partagées » et qu'« un ministre qui interfère dans les décisions d'une commission qui fournit un financement avec des évaluations personnelles ou politiques commet un délit ». Franceschini a également affirmé que le film avait bénéficié d'un financement d'environ 3 millions d'euros grâce au mécanisme de crédit d'impôt automatique, introduit par un décret interministériel du même ministre, qui est officiellement entré en vigueur en février 2021.